# Orchard Beach Railroad
Die Orchard Beach Railroad ist eine ehemalige Eisenbahngesellschaft in Maine (Vereinigte Staaten). Sie wurde am 7. Februar 1876 gegründet. Ihre einzige Strecke führte vom Zentrum der Kleinstadt Old Orchard Beach nach Camp Ellis an der Mündung des Saco River und diente von Anfang an ausschließlich dem touristischen Verkehr in den Sommermonaten. Aus unbekannten Gründen wählte man die Spurweite von fünf Fuß (1524 mm). Die Strecke ging 1880 in Betrieb. 1883 erwarb die Boston&Maine die kleine Bahngesellschaft und gliederte die Bahnstrecke Old Orchard Beach–Camp Ellis in ihr Netz ein. Unmittelbar darauf wurde sie auf Normalspur umgespurt. Sie wurde nach Ende der Sommersaison 1923 stillgelegt.